# Passo dei Tre Termini
Il passo dei Tre Termini  è un valico alpino situato a 681 m di altitudine che si trova in provincia di Brescia. È percorso dalla strada provinciale 48 e mette in comunicazione la val Trompia con lago di Iseo e la val Camonica.
La denominazione (Tre Termini) deriva dal fatto che il valico fa da confine a tre comuni: Polaveno (versante valtrumplino), Iseo e  Monticelli Brusati (versante franciacortino).
Dal passo partono alcuni sentieri tra cui il sentiero 3V delle Tre Valli Bresciane che porta alla soprastante chiesetta quattrocentesca di Santa Maria del Giogo a 968 m.